# Philippine Leroy-Beaulieu
Philippine Leroy-Beaulieu (Boulogne-Billancourt, 25 april 1963) is een Frans actrice.

## Carrière
Leroy-Beaulieu maakte haar speeldebuut in 1983 in Surprise Party. Ze speelde de volgende jaren onder meer in Trois hommes et un couffin, Jefferson in Paris, Vatel, Love and Other Disasters, Tres dies amb la família en Éternité. In 2020 kreeg ze de rol van Sylvie Grateau in Emily in Paris.

## Privéleven
Leroy-Beaulieu is de dochter van Philippe Leroy-Beaulieu.